# Долгое Поле (Ровненская область)
Долгое Поле (укр. Довге Поле) — село в Семидубской сельской общине Дубенского района Ровненской области Украины.
Население по переписи 2001 года составляло 415 человек. Почтовый индекс — 35650. Телефонный код — 3656. Код КОАТУУ — 5621687405.